# Зардахач
Зардахач (азерб. Zardaxaç) — село в Имарат-Гарвандском сельском административно-территориальном округе Агдеринского района Азербайджана.

## География
Сёла Имарат-Гарванд, Чапар, Зардахач входят в состав Имарат-Гарвандского сельского административно-территориального округа Агдеринского района, при этом село Имарат-Гарванд является центром этого сельского административно-территориального округа.
Село расположено на высоте 984 м.

## История
В советский период на 1 января 1977 года село входило в состав Имарат-Гервендского сельсовета Мардакертского района Нагорно-Карабахской автономной области (НКАО) Азербайджанской ССР.
2 сентября 1991 года на совместной сессии Нагорно-Карабахского областного и Шаумяновского районного Советов народных депутатов была принята Декларация о провозглашении Нагорно-Карабахской Республики в границах Нагорно-Карабахской автономной области (НКАО) и сопредельного Шаумяновского района Азербайджанской ССР.
26 ноября 1991 года Верховный Совет Азербайджанский Республики принял закон "Об упразднении Нагорно-Карабахской автономной области Азербайджанской Республики". В этом законе было постановлено помимо упразднения Нагорно-Карабахской Автономной Области (НКАО), в том числе также и переименование Мардакертского района в Агдеринский район.
В ходе Карабахского конфликта, село 21 июля 1992 года было занято армянскими вооружёнными формированиями. Однако в августе 1992 года Азербайджанским войскам удалось восстановить контроль над селом.
Решением Милли Меджлиса Азербайджанской Республики от 13 октября 1992 года Агдеринский район был упразднён, а территория упразднённого района была разделена между Агдамским, Кельбаджарским и Тертерским районами. Этим решением село было передано в состав Кельбаджарского района.
В начале 1993 года село было вновь занято армянскими вооружёнными формированиями и попало под контроль непризнанной Нагорно-Карабахской Республики (НКР). Согласно административно-территориальному делению непризнанной республики, село входило входило в состав Мартакертского района НКР и продалжало называться Зардахач (арм. Զարդախաչ).
В результате Трёхстороннего Заявления в ночь с 9 по 10 ноября 2020 года, подписанного по итогам Второй Карабахской войны, село перешло под контроль Российских миротворческих сил.
В результате боевых действий в сентябре 2023 года Азербайджан восстановил свой контроль над селом.
Законом Азербайджанской Республики от 5 декабря 2023 года Агдеринский район был воссоздан и Имарат-Гарвандский сельский административно-территориальный округ вместе с входящим в него селом Зардахач из состава Кельбаджарского района был передан в состав Агдеринского района. В настоящее время село Зардахач входит в состав Имарат-Гарвандского сельского административно-территориального округа Агдеринского района Азербайджана.